# Гайдукова Слободка
Гайдукова Слободка (бел. Гайдукова Слабодка) — деревня в Червенском районе Минской области Беларуси. Входит в состав Рованичского сельсовета.

## Географическое положение
Расположена в 32 километрах к северо-востоку от Червеня, в 94 км от Минска, на правом берегу реки Клёновка, в 800 метрах к северо-востоку от её истока.

## История
В письменных источниках впервые упоминается в XVIII веке. В результате II раздела Речи Посполитой 1793 года вошла в состав Российской империи. На 1800 год деревня упоминается как Слобода Гайдуковая, входившая в состав Игуменского уезда Минской губернии и принадлежавшая С. Валькевичу, здесь было 10 дворов и 66 жителей. Согласно переписи населения Российской империи 1897 года околица в составе Беличанской волости, здесь было 44 двора, где проживали 242 человека, работала школа грамоты. На начало XX века застенок Слобода Гайдуковая, где был 41 двор и 299 жителей. На 1917 год дворов было 43, жителей — 214. С февраля по декабрь 1918 года деревня была оккупирована немцами, с августа 1919 по июль 1920 — поляками. 20 августа 1924 года она вошла в состав вновь образованного Рованичского сельсовета Червенского района Минского округа (с 20 февраля 1938 — Минской области). Согласно переписи населения СССР 1926 года здесь было 52 двора, где проживали 196 человек. Во время Великой Отечественной войны деревня была оккупирована немецко-фашистскими захватчиками в начале июля 1941 года. В районе деревни действовали партизаны бригад «Разгром» и имени Щорса. Двое жителей деревни не вернулись с фронта. Освобождена в начале июля 1944 года. На 1960 год население деревни составило 159 человек. В 1980-е годы она относилась к совхозу «Рованичи». На 1997 год в деревне 24 дома и 38 жителей. На 2013 год 15 круглогодично жилых домов, 22 постоянных жителя.

## Население
- 1800 — 10 дворов, 66 жителей
- 1897 — 44 двора, 242 жителя
- 1908 — 41 двор, 299 жителей
- 1917 — 43 двора, 214 жителей
- 1926 — 52 двора, 196 жителей
- 1960 — 159 жителей
- 1997 — 24 двора, 38 жителей
- 2013 — 15 дворов, 22 жителя